# Sevärdhetskyrka
En sevärdhetskyrka är i Sverige en kyrka som inte kan eller vill uppfylla alla kriterier för att vara en vägkyrka. Sevärdhetskyrkan i Sverige måste ha öppet minst fem timmar dagligen mellan juni och augusti samt erbjuda viss information om kyrkobyggnaden.